# Montserrat Garriga Cabrero
Montserrat Garriga Cabrero (Cienfuegos, Cuba, 5 de novembre de 1864 - Barcelona, 5 de maig de 1956) fou una botànica catalana, nascuda a Cuba, deixebla de Pius Font i Quer.

## Biografia
El seu nom autèntic era Maria Caridad del Cobre Garriga Cabrero. El fet de traslladar-se a Catalunya amb la família durant els primers anys de vida va motivar possiblement que adoptés el nom de Montserrat. La família s'instal·là a Barcelona l'any 1873. Mentre els seus germans assistien a l'escola, ella es quedà a casa, atesa per professorat particular. Tampoc no pogué accedir a la Universitat, prohibida aleshores a les dones. Quan tenia disset anys es casà i tingué cinc fills.
Després de seguir un curs de botànica amb el doctor Pius Font i Quer que havia organitzat l'Institut de Cultura i Biblioteca Popular de la Dona, va esdevenir col·laboradora seva. Realitzà la tasca metòdica d'herboritzar diverses plantes d'arreu de Catalunya i de poblacions on feia estadaː el Montseny, Santa Coloma de Farners, Núria, la Molina, Vallfogona de Riucorb, Banhèras de Luishon, L'Amalon, els Alps, els països escandinaus..., engrandí notablement la secció de botànica de la Junta de Ciències Naturals del municipi de Barcelona (llavors embrió de l'actual Museu de Ciències Naturals de Barcelona) i d'aquesta manera es convertí en una eminent i reconeguda botànica. També descobrí a Catalunya espècies no documentades prèviament, com la Melampyrum cristatum.
Participà activament en la formació de l'Institut Botànic de Barcelona, i van ser especialment significatives les donacions que va fer de les plantes herboritzades. Concretament, "les trameses al Museu, fetes, en general, a l'estiu o a la tardor, agafen un període aproximadament de vint-i-cinc anys i arriben al número considerable de prop de tres milers d'exemplars."
L'any 1929 va fer de professora al mateix Institut de Cultura i Biblioteca Popular de la Dona. Per mitjà d'un conegut de la família que coneixia el seu interès botànic, va descobrir l'herbari Salvador, que es considerava perdut, en un mas de prop de Vilafranca. La col·lecció, iniciada per l'apotecari i naturalista Joan Salvador i Riera al segle XVII, es va poder documentar i incorporar a l'Institut Botànic, on també va quedar el seu propi herbari, en morir ella, al 1956, com havia decidit.
L'interès de la seva carrera va fer que l'Ajuntament de Barcelona donés el seu nom a una plaça del districte de Sant Martí, l'any 1998.